# Григор'єв Василь Миколайович
Василь Миколайович Григор'єв (1889, Російська імперія — ?) — радянський діяч. Член ВЦВК. Член Центральної контрольної комісії ВКП(б) у 1925—1927 роках. 

## Життєпис
Працював робітником на тульських заводах. 
Член РСДРП(б) з 1912 року. За революційну діяльність декілька разів був заарештований.
До 1918 року — робітник-шліфувальник заводу в місті Тулі.
З 1918 року — учасник громадянської війни в Росії.
На 1924—1925 роки — голова Тульської губернської контрольної комісії РКП(б) — робітничо-селянської інспекції.
Обирався секретарем партійної колегії Тульської міської контрольної комісії ВКП(б), депутатом Тульської міської ради.
Подальша доля невідома.